# José Arnaldo Márquez
José Arnaldo Márquez (Lima, 12 de enero de 1832-Lima, 5 de diciembre de 1903) fue un poeta, dramaturgo, ensayista, maestro, periodista, traductor, diplomático, militar y viajero peruano. También se le recuerda como inventor de una máquina para componer matrices tipográficas, precursora de la linotipia. Representante de la poesía romántica peruana en su vertiente filosófica y social, junto con Luis Benjamín Cisneros. Supo armonizar el sentimiento individualista romántico con las inquietudes humanitarias de su tiempo y una adhesión a los ideales socialistas, siendo el primer poeta peruano con preocupación social. Tratado injusta y despectivamente por el crítico peruano José de la Riva-Agüero y Osma, su vida y obra fue olvidada y actualmente su nombre solo se evoca en ciertas calles y avenidas de algunos distritos de Lima, como el de Jesús María.
Sus hermanos Luis Enrique Márquez (1846-1888) y Manuela Antonia Márquez (1844-1890) fueron también literatos.

## Biografía
Sus padres fueron José Ambrosio Márquez y Jerónima Cecilia García. Estudió en el Convictorio de San Carlos, donde destacó. Todavía alumno, dio al estreno sus propias piezas dramáticas, tituladas La bandera de Ayacucho, Pablo o La familia del mendigo (1849) y La cartera del ministro, cuyos los diálogos líricos fueron muy celebrados, mas no así su juego escénico, que era muy modesto. Además, editó el semanario La Semana (que llegó a los 10 números: del 17 de septiembre al 6 de diciembre de 1851). 
Luego se enroló en el ejército, destacando hasta ser ascendido a sargento mayor de infantería y nombrado segundo ayudante del Estado Mayor General (1854). Llegó a ser secretario del presidente José Rufino Echenique, pero tras el derrocamiento de este, luego de su derrota en la batalla de La Palma (5 de enero de 1855), pasó al destierro a Chile, poniendo así fin a su carrera militar. Desahogó aquel revés escribiendo el poema La Ramoniada, sátira contra el general Ramón Castilla, el triunfador de la guerra civil y nuevo Presidente del Perú. Pero pronto se benefició con una amnistía dada por el mismo Castilla. 
Tras permanecer brevemente en Lima, viajó a los Estados Unidos en 1857, para ejercer el consulado en San Francisco y otras ciudades de la unión americana. 
En 1864, al vislumbrarse la amenaza española hacia los países de la costa sur del Pacífico americano, Márquez, por propia decisión y sin la autorización de su gobierno, mandó construir en Nueva York dos barcos de guerra para implementar la flota de guerra de su país. Sin embargo, fue desautorizada por el gobierno de Juan Antonio Pezet y relevado de su función consular. 

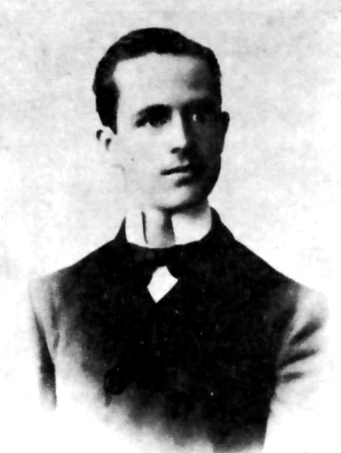
Foto de juventud de José Arnaldo Márquez.

Retornó a Lima, donde el nuevo gobierno encabezado por el coronel Mariano Ignacio Prado lo nombró oficial primero del Ministerio de Gobierno. Simultáneamente editó la revista El Cosmorama, labor que interrumpió al ser nombrado cónsul general en Nueva York (13 de mayo de 1867). Fue en esta ocasión cuando le tocó intervenir en los trámites de la adquisición de dos monitores de navegación fluvial para la escuadra peruana, que fueron bautizados como Manco Cápac y Atahualpa.
De regreso a Lima, trajo muchas mercaderías que puso a la venta, así como un teatro portátil (1870). Sin duda le debió haber ido bien en tales negocios, pues nuevamente se trasladó a Nueva York para continuarlos. Contando con el auspicio del gobierno de Manuel Pardo, publicó allí el periódico El Educador Popular (110 números, del 15 de mayo de 1873 al 30 de noviembre de 1877), desde donde divulgó las aplicaciones prácticas de las ciencias modernas. 
Por aquellos años, se dedicó con empeño en un proyecto de una máquina para componer matrices tipográficas, a fin de reemplazar el anticuado sistema de la composición por tipos o letras individuales, que databa del siglo XV. Desplegando mucho tiempo, así como recursos económicos a raudales, puso en práctica su invento, claro antecedente de la linotipia. Retornó a Lima e hizo una demostración pública, el 16 de noviembre de 1878. Entre los espectadores se hallaba Manuel Pardo, entonces presidente del Congreso, que le ofreció su apoyo, convencido de lo revolucionario de tal invento, pero fatalmente cayó asesinado poco después. El estallido de la guerra con Chile frustró también una última posibilidad de que el gobierno peruano apoyara su invención. Por lo demás, faltaba hacer muchas mejoras para perfeccionar su máquina. Decidió entonces viajar a Europa y patentó su máquina en Inglaterra y Francia, esperanzado en interesar a los industriales de esos países; pero sus planos le fueron robados y tuvo que rehacer una y otra vez su invención. Agotados todos sus recursos tras buscar una perfección inalcanzable, Márquez cayó en la miseria, y así lo encontró el escritor argentino Martín García Merou, quien cuenta que con algunos amigos vio aquella máquina de componer, arrumada en un sucio corralón: 

…tenía un vago parecido con las máquinas de escribir norteamericanas… para componer se daba vuelta a un manubrio que giraba alrededor de dos alfabetos circulares, colocados perpendicularmente. La letra señalada en cada alfabeto iba a incrustarse en una matriz que hacía efecto de componedor y de cliché para estereotipia. La composición de la pasta maleable de la matriz era también uno de los secretos de Márquez.

Márquez atribuyó su fracaso a la pérdida de algunas piezas que debió refundir cuando sus recursos ya se habían agotado; lo cierto es que no logró convencer a nadie de la viabilidad de su invento. El mérito de la invención de la linotipia quedó reservado para el alemán Ottmar Mergenthaler, quien la patentó en 1886. 
Márquez estuvo también en España, donde hizo y publicó traducciones de Shakespeare; luego se dirigió a Chile (1886), donde formó parte de la redacción del diario La libertad electoral, y desde Santiago redactó como corresponsal para el diario El Colono de Angol, ciudad de la Araucanía. Después pasó a Argentina, donde ejerció la docencia. Aquejado por la nostalgia hacia su patria, retornó a Lima el 2 de abril de 1891. 
No obstante, se alejó nuevamente del Perú y viajó a Argentina. Fue profesor en la Escuela Normal de Santa Fe (1896), para cuya biblioteca solicitó el envío de libros peruanos; y, ya próximo a la ceguera, retornó definitivamente a Lima para pasar sus últimos días. Colaboró entonces en forma asidua en el diario El Comercio. 
Sus últimos días transcurrieron en el Hotel Central, de la calle Palacio, en Lima. Falleció en medio de la pobreza. Una versión familiar cuenta que uno de sus hijos trabajó como linotipista en una imprenta de Valparaíso, ganando apenas para el sustento.

## Obras literarias
Su obra literaria fue amplia y versátil, y gran parte de ella se encuentra dispersa en diversas publicaciones.

### Teatro
En su juventud temprana escribió tres dramas:
- La bandera de Ayacucho
- Pablo o la familia del mendigo (Lima, 1849)
- La cartera del ministro.

Luego, en una etapa más madura publicó las siguientes obras:
- La novia del colegial (1887), zarzuela;
- El cordón sanitario (Santiago de Chile, 1887), comedia.
- Colón (Lima, 1892), juguete dramático en un acto.

### Poesía
Cultivó la poesía filosófica. Expuso conceptos y teorías referentes a los fenómenos cósmicos y los problemas humanos, así como la emoción suscitada por la hermosura y el amor.
De entre sus obras poéticas mencionamos las siguientes:
- La flor de Abel (1853), poema moral.
- La Ramoniada (Valparaíso, 1855), poema satírico.
- La humanidad (Lima, 1856), dedicado a Francisco de Paula González Vigil, y donde revela sus ideas de igualitarismo.
- A orillas de un lago (1861)
- Notas perdidas (1862 y 1878) con diverso contenido.
- Poesías (1863)
- Canto a San Martín (Buenos Aires, 1899, y Lima, 1901)
- Prosa y versos (6 vols., Lima, 1901-1902), recopilación de sus obras completas.

### Prosa
En sus obras en prosa, fundamentalmente ensayos y estudios, se mostró grandilocuente y retórico. Publicó las siguientes: 
- Recuerdos de un viaje a los Estados Unidos, 1857 -1861 (1862), sus impresiones sobre el país del norte, en vísperas de la guerra civil.
- El consulado del Perú en San Francisco (San Francisco, 1864), justificación de su conducta ante la imprevista cancelación de su cargo de cónsul.
- El Perú y la España moderna (2 vols., 1866), relación documentada de los antecedentes del conflicto desatado entre ambos países entre 1865 y 1866.
- Ratos de estudio sobre filosofía espiritualista (1873).
- La orgía financiera del Perú. El guano y el salitre (Santiago de Chile, 1888), publicado anónimamente después de aparecer como artículos en el periódico chileno La libertad electoral. Es un opúsculo de 120 páginas donde enjuicia la política peruana basada en la explotación del guano y del salitre. Según su tesis, especuladores y bribones dominaron las finanzas del país desde la época virreinal, pero tuvieron más poder y fuerza con el inicio de la república, cuando se produjo una “orgía económica y hacendaria” al convertirse el guano en la riqueza primordial. De su crítica severa no se escaparon presidentes como Echenique, Castilla, Pezet, Diez Canseco, Balta, y personajes como el ministro de hacienda Nicolás de Piérola (luego dictador), Auguste Dreyfus y Henry Meiggs.
- Fue autor además de numerosos textos escolares y de innumerables artículos periodísticos. Además del libro El Educador Popular, que, con ideas algo eurocéntricas, supuso una novedad en la educación más libre en el país.[2]

### Traducciones
Por encargo de la Real Academia Española hizo traducciones de algunas obras dramáticas de William Shakespeare:
Dramas históricos:
- Julio César
- Coriolano

Comedias:
- Como gustéis
- Las alegres comadres de Windsor
- Sueño de una noche de verano
- Medida por medida
- Cuento de invierno.

Estas traducciones han sido consideradas entre las mejores hechas en lengua castellana. Se publicaron en Barcelona, por las casas E. Doménech y Cía. y D. Cortezo y Cía, en dos volúmenes (1883-1884), y fueron muy leídas en el mundo de habla hispana.
Hizo también traducciones exitosas de Lord Byron, Longfellow y Walt Whitman.

## Análisis de su poesía
En la poesía de Márquez se desarrolla un extenso contraste entre un generoso sistema de valores éticos y un examen crítico de la realidad circundante. Aquéllos están basados en principios religiosos pero enfatizan su realización material, tanto en referencia a la belleza y armonía de la naturaleza cuanto en relación a la justicia que debería reinar en la vida social; éste, en cambio, descubre la defectividad y el desequilibrio del horizonte de realidad que enfrenta el poeta. Aunque ese cotejo da lugar a ciertos rasgos de escepticismo ("y el nuevo siglo cuando pasa/lega infortunios al que llega"), Márquez mantiene en general una posición optimista: la ciencia y el progreso tecnológico, por una parte, y la justicia social, por otra, enrumbarán la historia hacia la felicidad del hombre. Márquez situaba la poesía dentro de esta dinámica teleológica. Para él la poesía "no es un poco de música o de viento"; es, como portadora del bien, la verdad y la belleza, una "senda de luz" que conduce al progreso. Paralelamente, a través de la idealización del incanato, Márquez intentó crear una suerte de mitología nacional, anclada en lo prehispánico, que contrasta con el apego al pasado colonial, tan evidente en Palma y otros románticos, y con la evocación de leyendas exóticas, igualmente usual en la mayoría de poetas de esta escuela. A este efecto dedicó "Manco Cápac", una extensa leyenda en verso.
(Antonio Cornejo Polar)

Muestra de su poesía filosófica es su extenso poema Meditación, al que pertenecen los siguientes versos:

Tumulto de implacables lidiadores
parece el seno del inmenso todo.
Los átomos de gases voladores
luchan y se repelen de igual modo;
y así como los átomos, los mundos
y como el gas, la ardiente nebulosa; 
y aun en cielos más vastos y profundos
esta enorme materia borrascosa
como desesperada de sí misma
se retuerce convulsa y se disuelve,
suicida eterna; y cuanto más se abisma
más a la vida y a la lucha vuelve.

En el siguiente soneto el poeta expresa lo que según él es la historia de nuestra vida:

LA SOMBRA
Al despuntar el sol de la mañana
Se proyecta la sombra del viajero,
 Precediendo su paso en el sendero,
 Embellecido por la luz temprana.
Cuando llega a la cumbre soberana
Desde donde ilumina al orbe entero,
Con profundo cansancio el pasajero
Ve desaparecer la sombra vana.
Y al descender el sol hacia el ocaso.
Mirar su misma sombra ya no puede
Sin volver hacia atrás. Tal es la historia

De nuestra vida. El alma emprende el paso:
La esperanza, su sombra, la precede;
Y al fin sólo la mira la memoria.